# Kommunalvalget i Varde Kommune 2017
Kommunalvalget i Varde Kommune 2017 var del af alle kommunal- og regionsrådsvalg 2017, som fandt sted 21. november 2017. Ved valget skulle Varde Byråd 2018-2021 findes og efter valget var det klart, at Erik Buhl Nielsen kunne fortsætte som borgmester i Varde Kommune.

## Resultater
Ved valget blev følgende valgt sorteret efter mandatnummer tildelt efter D'Hondts metode.
| Mandat nr. | Kandidatnavn          | Tilhørsforhold | Kandidatliste               |
| ---------- | --------------------- | -------------- | --------------------------- |
| 1          | Erik Buhl Nielsen     |                | Venstre                     |
| 2          | Søren Laulund         | Varde          | Socialdemokratiet           |
| 3          | Connie Høj            |                | Venstre                     |
| 4          | Lars Teglgaard        |                | Venstre                     |
| 5          | Ingvard Ladefoged     | Næsbjerg       | Socialdemokratiet           |
| 6          | Preben Friis-Hauge    |                | Venstre                     |
| 7          | Henrik Vej Kastrupsen | Oksbøl         | Lokalliste 2017             |
| 8          | Tina Agergaard Hansen | Ølgod          | Dansk Folkeparti            |
| 9          | Sandie Eis Ravn       | Varde          | Socialdemokratiet           |
| 10         | Peter Nielsen         |                | Venstre                     |
| 11         | Sarah Andersen        |                | Venstre                     |
| 12         | Niels Christiansen    | Nørre Nebel    | Det Konservative Folkeparti |
| 13         | A.C. Hoxcer Nielsen   | Varde          | Socialdemokratiet           |
| 14         | Anders Linde          |                | Venstre                     |
| 15         | Tom Arnt Thorup       | Varde          | Lokallisten 2017            |
| 16         | Niels Haahr Larsen    |                | Venstre                     |
| 17         | Jan Lings             | Oksbøl         | Socialdemokratiet           |
| 18         | Julie Gottschalk      | Varde          | Dansk Folkeparti            |
| 19         | Mads Sørensen         |                | Venstre                     |
| 20         | Holger Grumme Nielsen | Starup         | Radikale Venstre            |
| 21         | Stig Leerbeck         |                | Venstre                     |
| 22         | Steen Holm Iversen    |                | Liberal Alliance            |
| 23         | Line Berner           |                | Venstre                     |
| 24         | Birger Filskov        | Nørre Nebel    | Socialdemokratiet           |
| 25         | Peder Foldager        |                | Venstre                     |

## Efterspil
I løbet af byrådsperioden skete en del partihop, hvor medlemmer forlod partiet eller blev ekskluderet. Henrik Vej Kastrupsen og Tom Arnt Thorup havde en specielt turbulent byrådsperiode, hvor de først blev smidt ud af Lokallisten 2017, som de var de to eneste repræsentanter for i byrådet. Efterfølgende stiftede de en anden lokalliste, Borgergruppen, som de et år senere blev ekskluderet fra. En måned senere i juni 2021 stiftede Tom Arnt Thorup atter en ny liste (igen kaldet Borgergruppen), som modsat den første borgergruppe ikke vil gå i valgforbund med andre frem mod valget i november 2021.
Nedenfor ses en oversigt over partihop i byrådsperioden
| Navn                                     | Skiftet fra      | Skiftet til             | Dato             |
| ---------------------------------------- | ---------------- | ----------------------- | ---------------- |
| Steen Holm Iversen                       | Liberal Alliance | Løsgænger               | 11. august 2019  |
| Steen Holm Iversen                       | Løsgænger        | Konservative            | 11. februar 2020 |
| Henrik Vej Kastrupsen og Tom Arnt Thorup | Lokalliste 2017  | Løsgænger               | 9. marts 2020    |
| Henrik Vej Kastrupsen og Tom Arnt Thorup | Løsgænger        | Borgergruppen           | 25. marts 2020   |
| Tina Agergaard Hansen                    | Dansk Folkeparti | Venstre                 | 8. oktober 2020  |
| Henrik Vej Kastrupsen og Tom Arnt Thorup | Borgergruppen    | Løsgænger               | 25. maj 2021     |
| Tom Arnt Thorup                          | Løsgænger        | E-Borgergruppen         | 24. juni 2021    |
| Henrik Vej Kastrupsen                    | Løsgænger        | Konservative Folkeparti | 31. august 2021  |